# 폭풍의 계절
《폭풍의 계절》은 1993년 5월 12일부터 1993년 12월 30일까지 방영된 문화방송 수목드라마로, 사촌 관계인 두 여자의 삶을 중심으로 젊은이들이 인생을 선택하고 성장해 가는 모습을 그린 드라마다.
한편, 1~2회분에서는 주인공들의 본격적인 '무대'가 마련되기까지는 '한참' 기다려야 할 것 같은 개운찮은 예감을 안겨줬고 단순한 이야기 구조를 지녔던 터라 시청자들을 좀 더 가깝게 TV 앞으로 끌어들이기에 미흡했던 점 - 유교적 집안의 숨막힐듯한 분위기 속에서 가끔식 발작을 일으키곤 하는 홍주와 할머니의 관계가 억지스러워보였던 점이 제기됐다.
아울러, 후반부로 갈수록 남녀간의 사랑타령식 이야기로 흘러갔다는 지적이 있었으며 부도덕한 남녀관계를 주된 내용으로 다루어서는 안되다는 방송심의규정을 위반하여 방송위원회로부터 시정권고조치를 받기도 했다.

## 등장 인물

### 주요 인물
- 김희애 : 이홍주 역
- 최진실 : 이진희 역 - 홍주의 사촌

### 주변 인물
- 임성민 : 정현우 역 - 홍주의 첫사랑, 진희의 남편
- 박영규 : 주성혁 역
- 정보석 : 이병욱 역 - 진희의 둘째 오빠
- 도지원 : 김경옥 역 - 홍주와 진희의 친구, 병욱의 아내
- 전광렬 : 이병근 역 - 진희의 첫째 오빠
- 송채환 : 김혜정 역 - 병근의 아내
- 박규채 : 진희의 작은할아버지 역
- 한인수 : 이충인 역 - 진희의 아버지, 홍주의 큰아버지
- 박혜숙 : 진희의 어머니 역
- 박정수 : 경옥의 어머니 역
- 강문희 : 순분 역
- 이대로 : 태정그룹 정 회장 역
- 정재순 : 정 회장 부인 역

### 그 외 인물
- 여운계 : 충인의 어머니 역
- 감우성 : 한영 역 - 홍주의 대학동기
- 김성령 : 이한숙 역 - 홍주의 어머니
- 윤동환 : 이혁인 역 - 홍주의 아버지
- 이일재 : 만갑 역
- 박은수
- 박주미
- 장동건
- 김원희
- 고용화
- 김보성
- 한석규
- 최우혁

## 결방 및 연방
- 1993년 10월 27일 : 47회, 48회분 연속 방영
- 1993년 10월 28일 : 1994년 월드컵 축구 아시아지역 최종예선 〈대한민국 VS 북한〉 중계 방송으로 인해 결방

| 문화방송 수목드라마                          | 문화방송 수목드라마                              | 문화방송 수목드라마                      |
| 이전 작품                                    | 작품명                                           | 다음 작품                                |
| -------------------------------------------- | ------------------------------------------------ | ---------------------------------------- |
| 여자의 방 (1992년 11월 4일 ~ 1993년 5월 6일) | 폭풍의 계절 (1993년 5월 12일 ~ 1993년 12월 30일) | 야망 (1994년 1월 5일 ~ 1994년 10월 13일) |

1. ↑  양영채 (1993년 5월 18일). “MTV 수목극「폭풍의 계절」「과거회상」장황…時點(시점) 불분명”. 동아일보. 2022년 7월 27일에 확인함.
2. ↑  오광수 (1993년 6월 8일). “「폭풍의 계절」진솔한 영상미로 잔잔한 감동”. 경향신문. 2022년 7월 27일에 확인함.
3. ↑  오광수 (1993년 6월 8일). “「폭풍의 계절」진솔한 영상미로 잔잔한 감동”. 경향신문. 2022년 7월 27일에 확인함.
4. ↑  김승구 (1993년 9월 13일). “공영방송 상업주의에 배신감”. 한겨레신문. 2022년 7월 27일에 확인함.
5. ↑  “不倫(불륜)경쟁하는 TV드라마”. 동아일보. 1993년 12월 14일. 2022년 7월 27일에 확인함.